# Saint-Urcisse
Saint-Urcisse é uma comuna francesa na região administrativa da Nova Aquitânia, no departamento Lot-et-Garonne. Estende-se por uma área de 11 km². Em 2010 a comuna tinha 244 habitantes (densidade: 22,2 hab./km²).